# Миротворцев, Николай Николаевич
Николай Николаевич Миротворцев (8 июня (21 июня) 1903, Раненбург, Рязанская губерния, Российская империя — 15 ноября 1990, Москва, РСФСР, СССР) — советский государственный деятель, министр лёгкой промышленности СССР (1955—1956).

## Биография
Родился в крестьянской семье. Член ВКП(б) с июня 1931 года.
В 1934 году окончил Всесоюзный институт кожевенной промышленности в Москве по специальности инженер-технолог.
В 1925—1927 гг. — секретарь, затем инструктор Раненбургского уездного земельного управления.
В 1927—1928 гг. — инструктор «Селькредсоюза» в Раненбурге.
В 1928—1929 гг. — председатель правления «Коопхлебсоюза» в Раненбурге.
В августе-октябре 1929 г. — заведующий организационным отделом Козловского окружного «Коопхлебсоюза».
В 1934—1939 гг. — на Елецком кожевенном заводе им. В. И. Ленина: начальник лаборатории, мастер цеха, начальник цеха, технический директор.
В 1939—1942 гг. — в Народном комиссариате лёгкой промышленности РСФСР: заместитель начальника Главного управления кожевенной промышленности,
в 1942—1946 гг. — заместитель народного комиссара,
в 1946—1949 гг. — министр лёгкой промышленности РСФСР.
В 1949—1950 гг. — первый заместитель министра лёгкой промышленности РСФСР.
В июле-сентябре 1950 г. — начальник Главного управления по сбыту продукции и член коллегии министерства лёгкой промышленности СССР.
В 1950—1952 гг. — министр лёгкой промышленности РСФСР.
В 1952—1953 гг. — заместитель министра лёгкой промышленности СССР.
В марте-августе 1953 г. — начальник Главного управления обувной промышленности Министерства лёгкой и пищевой промышленности СССР.
В 1953—1954 гг. — заместитель министра,
в 1954—1955 гг. — первый заместитель министра товаров широкого потребления СССР.
В 1955—1956 гг. — министр лёгкой промышленности СССР.
В 1956—1958 гг. — первый заместитель министра лёгкой промышленности СССР.
С 1958 г. — в Госплане СССР: заместитель начальника,
с 1960 г. — начальник отдела лёгкой и пищевой промышленности.
с 1965 г. — заместитель председателя Госплана СССР.
С ноября 1980 года персональный пенсионер союзного значения, одновременно в декабре 1980-марте 1982 годов — помощник председателя Госплана СССР.
Похоронен в Москве на Троекуровском кладбище.

## Награды и звания
Награждён двумя орденами Ленина, орденом Октябрьской Революции, двумя орденами Трудового Красного Знамени, орденом Красной Звезды, орденом «Знак Почёта».